# Ignacy Laskowski
Ignacy Laskowski ps. Ignacy z Gorszczyny, Wojewoda Jezierski, Czerski (ur. 22 marca 1833 w Gorszczynie – zm. 4 czerwca 1871 w Bukareszcie) – pułkownik wojsk powstańczych i naczelnik wojenny województwa kowieńskiego w powstaniu styczniowym, emigrant.
Ukończył korpus kadetów, następnie szkołę artylerii w Petersburgu. Uczestnik wojny krymskiej. Członek Koła Oficerów Polskich w Petersburgu. Po wybuchu powstania zajął się przygotowaniami powstańczymi na Litwie. Został szefem sztabu Zygmunta Sierakowskiego. Uczestniczył w walkach kwietniowo-majowych aż do klęski w bitwie pod Birżami. Przejął od rannego Sierakowskiego funkcję wojewody kowieńskiego, na którym to stanowisku został zatwierdzony  18 maja 1863. Bezskutecznie próbował się przedrzeć ze swoim oddziałem nad Morze Bałtyckie by przejąć transport broni. Do połowy czerwca operował wspólnie z oddziałem ks. Antoniego Mackiewicza. 
Jako jeden z nielicznych dowódców powstańczych utrzymał się na Litwie do schyłku zimy 1864. Ostatni bój stoczył 2 stycznia 1864 pod Ibniami. W lutym opuścił Żmudź i udał się do Prus Wschodnich. Zaocznie skazany na karę śmierci przez władze rosyjskie.  
Wyjechał do Francji, gdzie był współzałożycielem Towarzystwo Wojskowych Sprzysięgłych. Po 1865 osiadł w Rumunii, gdzie pracował jako inżynier.